# Синерецкая волость (Опочецкий уезд)
Синерецкая волость — административно-территориальная единица в составе Опочецкого уезда Псковской губернии, в том числе в РСФСР в 1924 — 1927 годах. Центром было село Синяя Никола.
В рамках укрупнения дореволюционных волостей губернии, новая Синерецкая волость была образована в соответствии с декретом ВЦИК от 10 апреля 1924 года из упразднённых (дореволюционной) Синерецкой, Опочецкой волостей Опочецкого уезда и Вышгородецкой волости Островского уезда и разделена на сельсоветы: Блясинский, Синерецкий, Скадинский сельсоветы. В течение 1924 года Блясинский сельсовет назывался иногда Зарецким. В конце 1925 года был образован Партизанский сельсовет. Декретом ВЦИК от 19 июня 1926 года центр волости перенесен в село Синерецкое. В январе 1927 года был образован Пустошкинский сельсовет.
В рамках ликвидации прежней системы административно-территориального деления РСФСР (волостей, уездов и губерний), Синерецкая волость была упразднена в соответствии с Постановлением Президиума ВЦИК от 1 августа 1927 года, а Синерецкий и Пустошкинский сельсоветы включены в состав  Островского района Псковского округа Ленинградской области; остальные сельсоветы — в состав Красногородского района того же округа и области.